# Dominion (Kamelot)
Dominion è il secondo disco del gruppo power metal statunitense Kamelot, pubblicato nel 1997.

## Tracce
1. Ascension
2. Heaven
3. Rise Again
4. One Day I'll Win
5. We Are Not Separate
6. Birth of a Hero
7. Creation
8. Sin
9. Song of Roland
10. Crossing Two Rivers
11. Troubled Mind

## Formazione
- Mark Vanderbilt - voce
- Thomas Youngblood - chitarra
- Glenn Barry - basso
- Richard Warner - batteria
- David Pavlicko - tastiere